# NGC 6280-1
NGC 6280-1 (другие обозначения — MCG 1-43-8, ZWG 53.26, ARAK 512, PGC 59464) — линзообразная галактика (S0) в созвездии Змееносец.
Этот объект входит в число перечисленных в оригинальной редакции «Нового общего каталога».